# Свидлов, Илья Сергеевич
Илья Сергеевич Свидлов (род. 16 октября 1987 года, Кисловодск, Ставропольский край) — российский волейболист, диагональный нападающий, кандидат в мастера спорта.

## Спортивная карьера
Илья начал заниматься волейболом в СДЮСШОР № 2 города Кисловодска, куда его привёл старший брат Сергей (род. 1981). В 2002 году был приглашен в команду «Динамо» г. Владимира, в составе которой стал бронзовым призёром первой лиги чемпионата России. В этом же году выступил в чемпионате России в высшей лиге «Б» за команду клуба «Владимир» г. Владимира. Впоследствии был приглашен в команду первой лиги «Динамо-ВятГУ», где стал обладателем серебряной медали студенческой волейбольной лиги России.
В 2009 году представлял нижегородский клуб «Губерния» в высшей лиге «Б» и «А», а также российской Суперлиге, где команда заняла 4 место, что дало ей возможность участия в розыгрыше Кубка ЕКВ. В Суперлиге Илья участвовал в трёх играх в 2011—2012 годах, а также был заявлен и оставался в запасе ещё в 10 матчах. Участвовал в матчах предварительного этапа Кубка России 2013.
В 2013 году выступал в ВК «Нефтяник» города Оренбурга.
В 2014 году получил приглашение в команду «Трансгаз-Ставрополь», выступающей в высшей лиге «А».
В связи с травмой коленного сустава Свидлов был вынужден закончить профессиональную игровую карьеру в 2016 году. С 2016 года играет в Любительской Лиге Волейбола в команде «Руна», на сегодняшний день является ее капитаном.

## Личная жизнь
Окончил Владимирский юридический институт ФСИН.
Женат на Екатерине Свидловой (род. 1986). 13 августа 2013 года у них родился сын Архип.